# Seznam katastrálních území v okrese Český Krumlov
V této tabulce je uveden kompletní výčet katastrálních území Okresu Český Krumlov, včetně rozlohy a sídel, které na nich leží.
| Katastrální území            | Část obce nebo vojenský újezd                                     | Obec nebo vojenský újezd | km2   |
| ---------------------------- | ----------------------------------------------------------------- | ------------------------ | ----- |
| A                            | A                                                                 | A                        |       |
| Arnoštov u Českého Krumlova  | vojenský újezd Boletice                                           | vojenský újezd Boletice  | 21,77 |
| Bělá u Malont                | Bělá                                                              | Malonty                  | 9,87  |
| Běleň                        | Ostrov                                                            | Malšín                   | 5,04  |
| Benešov nad Černou           | Benešov nad Černou, Černé Údolí                                   | Benešov nad Černou       | 12,41 |
| Besednice                    | Besednice                                                         | Besednice                | 13,95 |
| Blansko u Kaplice            | Blansko                                                           | Kaplice                  | 6,13  |
| Bohdalovice u Větřní         | Bohdalovice                                                       | Bohdalovice              | 6,69  |
| Bolechy                      | Dolní Jílovice                                                    | Vyšší Brod               | 10,48 |
| Boletice                     | vojenský újezd Boletice                                           | vojenský újezd Boletice  | 31,75 |
| Borová u Chvalšin            | Borová                                                            | Chvalšiny                | 6,01  |
| Boršov u Loučovic            | Ostrov                                                            | Malšín                   | 1,49  |
| Brloh pod Kletí              | Brloh                                                             | Brloh                    | 7,54  |
| Bukovsko                     | Bukovsko                                                          | Malonty                  | 6,19  |
| Cetviny                      | Tichá                                                             | Dolní Dvořiště           | 6,38  |
| Cipín                        | Šebanov                                                           | Hořice na Šumavě         | 3,42  |
| Černá v Pošumaví             | Bližná, Černá v Pošumaví, Dolní Vltavice, Mokrá, Muckov, Plánička | Černá v Pošumaví         | 44,67 |
| Čeřín                        | Čeřín, Rožmitál na Šumavě                                         | Rožmitál na Šumavě       | 8,77  |
| Český Heršlák                | Český Heršlák                                                     | Horní Dvořiště           | 1,81  |
| Český Krumlov                | Horní Brána, Latrán, Nádražní Předměstí, Plešivec, Vnitřní Město  | Český Krumlov            | 9,72  |
| Děkanské Skaliny             | Děkanské Skaliny, Pusté Skaliny                                   | Benešov nad Černou       | 3,63  |
| Dlouhá                       | Dlouhá, Výheň                                                     | Netřebice                | 5,35  |
| Dluhoště                     | Daleké Popelice, Dluhoště, Velké Skaliny                          | Benešov nad Černou       | 7,42  |
| Dolní Drkolná                | Dolní Drkolná                                                     | Vyšší Brod               | 8,7   |
| Dolní Dvořiště               | Dolní Dvořiště                                                    | Dolní Dvořiště           | 6,77  |
| Dolní Příbraní               | Pohorská Ves                                                      | Pohorská Ves             | 25,8  |
| Dolní Svince                 | Dolní Svince                                                      | Dolní Třebonín           | 2,12  |
| Dolní Třebonín               | Dolní Třebonín, Horní Třebonín                                    | Dolní Třebonín           | 5,83  |
| Dvorečná                     | Loučovice                                                         | Loučovice                | 1,12  |
| Dvořetín                     | Světlík                                                           | Světlík                  | 2,16  |
| Frydava                      | Přední Výtoň                                                      | Přední Výtoň             | 0,75  |
| Frymburk                     | Blatná, Frymburk, Kovářov, Milná                                  | Frymburk                 | 54,07 |
| Hartunkov                    | Hartunkov                                                         | Benešov nad Černou       | 5,83  |
| Hašlovice                    | Dobrné, Hašlovice, Lužná                                          | Větřní                   | 8     |
| Herbertov                    | Herbertov, Těchoraz                                               | Vyšší Brod               | 7,73  |
| Hněvanov                     | Hněvanov, Michnice                                                | Rožmitál na Šumavě       | 13,8  |
| Hodonice u Malont            | Desky                                                             | Malonty                  | 4,02  |
| Holubov                      | Holubov, Krasetín, Třísov                                         | Holubov                  | 10,4  |
| Horní Dlouhá                 | Ostrov                                                            | Malšín                   | 4,51  |
| Horní Dvořiště               | Horní Dvořiště                                                    | Horní Dvořiště           | 11,77 |
| Horní Jílovice               | Přízeř                                                            | Rožmberk nad Vltavou     | 16,84 |
| Horní Kaliště                | Trojany                                                           | Dolní Dvořiště           | 7,72  |
| Horní Okolí                  | Ostrov                                                            | Malšín                   | 5,49  |
| Horní Planá                  | Hodňov, Horní Planá, Hůrka, Olšina, Žlábek                        | Horní Planá              | 37,25 |
| Hořice na Šumavě             | Hořice na Šumavě                                                  | Hořice na Šumavě         | 5,28  |
| Hradiště u Kaplice           | Hradiště                                                          | Kaplice                  | 5,01  |
| Hrudkov                      | Hrudkov, Lachovice                                                | Vyšší Brod               | 12,25 |
| Chabičovice                  | Chabičovice, Svachova Lhotka                                      | Mirkovice                | 4,98  |
| Chlum u Křemže               | Chlum, Lhotka, Loučej                                             | Křemže                   | 14,81 |
| Chlumec                      | Chlumec, Krnín                                                    | Chlumec                  | 3,24  |
| Chodeč                       | Bor, Chodeč                                                       | Velešín                  | 2,48  |
| Chodeč-Zvíkov                | Zvíkov                                                            | Zvíkov                   | 2,91  |
| Chvalšiny                    | Červený Dvůr, Hejdlov, Chvalšiny                                  | Chvalšiny                | 20,13 |
| Jablonec u Českého Krumlova  | vojenský újezd Boletice                                           | vojenský újezd Boletice  | 25,79 |
| Janské Údolí                 | Janské Údolí, Rychtářov                                           | Brloh                    | 13,76 |
| Janské Údolí-Kovářov         | Kovářov                                                           | Brloh                    | 1,4   |
| Jaroměř u Malont             | Jaroměř                                                           | Malonty                  | 7,03  |
| Jaronín                      | Brloh, Jaronín, Sedm Chalup                                       | Brloh                    | 17,75 |
| Jaronín-Kuklov               | Brloh                                                             | Brloh                    | 2,03  |
| Jasánky                      | Přední Výtoň                                                      | Přední Výtoň             | 19,93 |
| Jenín                        | Jenín                                                             | Dolní Dvořiště           | 19,88 |
| Kaplice                      | Kaplice                                                           | Kaplice                  | 8,06  |
| Kapličky                     | Loučovice, Nové Domky                                             | Loučovice                | 19,78 |
| Kladenské Rovné              | Kladenské Rovné                                                   | Kájov                    | 3,53  |
| Kladné                       | Kájov, Kladné, Přelštice, Staré Dobrkovice                        | Kájov                    | 9,28  |
| Kladné-Dobrkovice            | Nové Dobrkovice                                                   | Český Krumlov            | 0,64  |
| Klení                        | Klení                                                             | Benešov nad Černou       | 7,65  |
| Koryta u Hněvanova           | Rožmitál na Šumavě                                                | Rožmitál na Šumavě       | 3,63  |
| Křemže                       | Bohouškovice, Chlumeček, Chmelná, Křemže, Mříč, Stupná, Vinná     | Křemže                   | 22,01 |
| Křenov u Kájova              | Kájov, Křenov, Lazec                                              | Kájov                    | 22,35 |
| Kuří                         | Kuří                                                              | Benešov nad Černou       | 6,92  |
| Kyselov                      | Dolní Vltavice                                                    | Černá v Pošumaví         | 5,71  |
| Ličov                        | Ličov                                                             | Benešov nad Černou       | 2,75  |
| Ličov-Desky                  | Desky                                                             | Malonty                  | 4,45  |
| Lipno nad Vltavou            | Lipno nad Vltavou, Slupečná                                       | Lipno nad Vltavou        | 19,49 |
| Loučovice                    | Loučovice                                                         | Loučovice                | 6,56  |
| Lověšice                     | Dubová                                                            | Přídolí                  | 5,68  |
| Lužnice u Pohorské Vsi       | Lužnice                                                           | Pohorská Ves             | 8,6   |
| Malče                        | Malče                                                             | Besednice                | 2,16  |
| Malčice                      | Malčice                                                           | Mirkovice                | 3,07  |
| Malčice-Osek                 | Sedlice, Zahořánky                                                | Přídolí                  | 8,89  |
| Malonty                      | Malonty                                                           | Malonty                  | 10,46 |
| Maňávka u Českého Krumlova   | vojenský újezd Boletice                                           | vojenský újezd Boletice  | 28,32 |
| Meziříčí u Malont            | Meziříčí                                                          | Malonty                  | 8,11  |
| Mikulov                      | Tichá                                                             | Dolní Dvořiště           | 3,88  |
| Mirkovice                    | Mirkovice                                                         | Mirkovice                | 3,55  |
| Mladoňov                     | Budákov                                                           | Dolní Dvořiště           | 10,1  |
| Mnichovice u Loučovic        | Loučovice                                                         | Loučovice                | 14,55 |
| Mojné                        | Mojné                                                             | Mojné                    | 4,93  |
| Mojné-Skřidla                | Skřidla                                                           | Velešín                  | 2,03  |
| Mostky                       | Dobechov, Květoňov, Mostky                                        | Kaplice                  | 7,36  |
| Mýto u Hořic na Šumavě       | Mýto                                                              | Hořice na Šumavě         | 7,06  |
| Netřebice                    | Netřebice                                                         | Netřebice                | 8,01  |
| Nová Ves u Brloha            | České Chalupy, Nová Ves                                           | Nová Ves                 | 9,94  |
| Novosedly u Kájova           | Mezipotočí, Novosedly                                             | Kájov                    | 11,27 |
| Omlenice                     | Omlenice, Omlenička, Výnězda                                      | Omlenice                 | 6,23  |
| Ondřejov u Českého Krumlova  | vojenský újezd Boletice                                           | vojenský újezd Boletice  | 29,98 |
| Ostrov na Šumavě             | Malšín, Ostrov                                                    | Malšín                   | 7,24  |
| Pasečná                      | Přední Výtoň                                                      | Přední Výtoň             | 29,39 |
| Pasovary                     | Světlík                                                           | Světlík                  | 2,64  |
| Pernek                       | Hory, Pernek                                                      | Horní Planá              | 11,25 |
| Pestřice                     | Bližší Lhota                                                      | Horní Planá              | 11,55 |
| Pivonice u Pohorské Vsi      | Pohorská Ves                                                      | Pohorská Ves             | 20,49 |
| Plešovice                    | Plešovice                                                         | Zlatá Koruna             | 3,9   |
| Pohoří na Šumavě             | Pohoří na Šumavě                                                  | Pohorská Ves             | 26,38 |
| Polná u Českého Krumlova     | vojenský újezd Boletice                                           | vojenský újezd Boletice  | 35,53 |
| Pořešín                      | Pořešín, Pořešinec, Rozpoutí                                      | Kaplice                  | 8,2   |
| Prostřední Svince            | Horní Svince, Prostřední Svince                                   | Dolní Třebonín           | 3,5   |
| Prostřední Svince-Holkov     | Holkov                                                            | Velešín                  | 1,63  |
| Přední Výtoň                 | Přední Výtoň                                                      | Přední Výtoň             | 27,45 |
| Přídolí                      | Přídolí                                                           | Přídolí                  | 9,47  |
| Přísečná                     | Přísečná                                                          | Přísečná                 | 6,26  |
| Přísečná-Domoradice          | Domoradice                                                        | Český Krumlov            | 1,56  |
| Radčice u Malont             | Radčice                                                           | Malonty                  | 4,94  |
| Rájov                        | Rájov                                                             | Zlatá Koruna             | 3,16  |
| Černice (Rájov-Černice       | Černice                                                           | Mojné                    | 2,29  |
| Rapotice u Malont            | Rapotice                                                          | Malonty                  | 6,22  |
| Rojšín                       | Rojšín                                                            | Brloh                    | 3,71  |
| Rožmberk nad Vltavou         | Rožmberk nad Vltavou                                              | Rožmberk nad Vltavou     | 7,97  |
| Rožmitál na Šumavě           | Rožmitál na Šumavě                                                | Rožmitál na Šumavě       | 5,68  |
| Rybník u Dolního Dvořiště    | Rybník                                                            | Dolní Dvořiště           | 0,83  |
| Rychnov nad Malší            | Rychnov nad Malší                                                 | Dolní Dvořiště           | 6,56  |
| Skláře na Šumavě             | Skláře                                                            | Hořice na Šumavě         | 2,39  |
| Skubice                      | Suš                                                               | Bohdalovice              | 14,33 |
| Slavkov u Českého Krumlova   | Slavkov                                                           | Bohdalovice              | 2,25  |
| Slupenec                     | Slupenec                                                          | Český Krumlov            | 3,6   |
| Soběnov                      | Přísečno, Smrhov, Soběnov                                         | Soběnov                  | 12,51 |
| Spolí                        | Přídolí, Spolí                                                    | Přídolí                  | 7,12  |
| Spolí-Nové Spolí             | Nové Spolí                                                        | Český Krumlov            | 0,81  |
| Srnín                        | Srnín                                                             | Srnín                    | 6,72  |
| Stradov u Kaplice            | Blažkov, Stradov                                                  | Omlenice                 | 3,92  |
| Střemily                     | Chvalšiny                                                         | Chvalšiny                | 1,82  |
| Střítež u Kaplice            | Kaplice-nádraží, Raveň, Střítež                                   | Střítež                  | 8,38  |
| Studánky u Vyššího Brodu     | Studánky                                                          | Vyšší Brod               | 15,57 |
| Suchdol u Bujanova           | Bujanov, Suchdol                                                  | Bujanov                  | 11,61 |
| Svatomírov                   | Dolní Drkolná                                                     | Vyšší Brod               | 4,44  |
| Svéraz                       | Svéraz                                                            | Bohdalovice              | 1,93  |
| Svéraz u Větřní              | Slubice                                                           | Bohdalovice              | 3,56  |
| Světlík                      | Světlík                                                           | Světlík                  | 17,14 |
| Svíba                        | Provodice, Stěžerov                                               | Hořice na Šumavě         | 3,95  |
| Šafléřov                     | Ostrov                                                            | Malšín                   | 3,34  |
| Šebanov                      | Šebanov                                                           | Hořice na Šumavě         | 7,55  |
| Štědrkov                     | Rychnov nad Malší                                                 | Dolní Dvořiště           | 0,85  |
| Štěkře                       | Štěkře                                                            | Dolní Třebonín           | 2,04  |
| Tichá                        | Tichá                                                             | Dolní Dvořiště           | 16,91 |
| Trojany u Dolního Dvořiště   | Trojany                                                           | Dolní Dvořiště           | 2,5   |
| Třebovice u Českého Krumlova | vojenský újezd Boletice                                           | vojenský újezd Boletice  | 28,75 |
| Třísov                       | Třísov                                                            | Holubov                  | 5,16  |
| Uhlíkov u Českého Krumlova   | vojenský újezd Boletice                                           | vojenský újezd Boletice  | 17,6  |
| Valtéřov                     | Valtéřov                                                          | Benešov nad Černou       | 4,14  |
| Velešín                      | Velešín                                                           | Velešín                  | 7,09  |
| Velké Strážné                | Světlík                                                           | Světlík                  | 4,95  |
| Velký Jindřichov             | Černé Údolí, Velký Jindřichov                                     | Benešov nad Černou       | 6,3   |
| Větřní                       | Němče, Větřní                                                     | Větřní                   | 5,88  |
| Větřní-Kaliště               | Kaliště                                                           | Bohdalovice              | 2,06  |
| Věžovatá Pláně               | Dolní Pláně, Věžovatá Pláně                                       | Věžovatá Pláně           | 4,79  |
| Všeměry                      | Všeměry                                                           | Přídolí                  | 1,51  |
| Všeměry-Zátoň                | Zátoň                                                             | Větřní                   | 0,63  |
| Všeměřice                    | Všeměřice                                                         | Dolní Dvořiště           | 7,63  |
| Vyšný                        | Vyšný                                                             | Český Krumlov            | 5,83  |
| Vyšší Brod                   | Vyšší Brod                                                        | Vyšší Brod               | 10,58 |
| Zadní Výtoň                  | Přední Výtoň                                                      | Přední Výtoň             | 0,3   |
| Záhorkovice                  | Záhorkovice                                                       | Mojné                    | 1,29  |
| Záhoří u Větřní              | Nahořany                                                          | Větřní                   | 12,24 |
| Zahrádka                     | Zahrádka                                                          | Rožmitál na Šumavě       | 10,98 |
| Zahrádka u Mirkovic          | Zahrádka                                                          | Mirkovice                | 1,76  |
| Zahrádka u Omlenic           | Výnězda                                                           | Omlenice                 | 3,64  |
| Záluží nad Vltavou           | Čertyně, Záluží                                                   | Dolní Třebonín           | 6,95  |
| Zátes                        | Dubová, Práčov, Záluží                                            | Přídolí                  | 7,35  |
| Zátoňské Dvory               | Zátoňské Dvory                                                    | Větřní                   | 0,92  |
| Zdíky                        | Skoronice, Zdíky                                                  | Bujanov                  | 5,85  |
| Zlatá Koruna                 | Zlatá Koruna                                                      | Zlatá Koruna             | 1,74  |
| Zubčice                      | Markvartice, Zubčice, Zubčická Lhotka                             | Zubčice                  | 9,49  |
| Zvonková                     | Bližší Lhota                                                      | Horní Planá              | 39,2  |
| Žaltice                      | Žaltice                                                           | Mirkovice                | 2,15  |
| Žďár u Kaplice               | Hubenov, Žďár                                                     | Kaplice                  | 6,11  |
| Žestov                       | Šebanov                                                           | Hořice na Šumavě         | 2,25  |

Celková výměra 1614,98 km2